# Теренци, Джанфранко
Джанфранко Теренци (итал. Gianfranco Terenzi; 2 января 1941, Сан-Марино, Сан-Марино — 20 мая 2020) — политик Сан-Марино, член Христианско-демократической партии.
Четырежды занимал пост капитана-регента Сан-Марино: с 1 октября 1987 года по 1 апреля 1988 года вместе с Россано Дзафферани, с 1 октября 2000 года по 1 апреля 2001 года вместе с Энцо Коломбини, с 1 апреля по 1 октября 2006 года вместе с Лорис Франчини и с 1 октября 2014 года по 1 апреля 2015 года вместе с Гуэррино Дзанотти.

## Карьера
Джанфранко Теренци родился в разгар II мировой войны в новогодние праздники 1941 года в столице Сан-Марино. Является профессиональным политиком, член ведущей Христианско-демократическая партия. Однако впервые избран был капитаном-регентом Сан-Марино в пожилом возрасте. Затем дважды избирался на этот пост, и в сентябре 2014 года он вместе с Гуэррино Дзанотти был в четвёртый раз избран на этот пост в 73 года.